# Domingos de Sousa Leão
Domingos de Sousa Leão, segundo barão de Vila Bela (Pernambuco, 16 de dezembro de 1819 — Rio de Janeiro, 18 de outubro de 1879) foi um político brasileiro. Era senhor dos Engenhos do Caraúna, em Jaboatão.
Formou-se bacharel em direito pela Faculdade de Olinda em 1839. Foi deputado provincial em 1842, e deputado geral pela província de Pernambuco na 7.ª legislatura de 1848, na 9.ª de 1853 e 10.ª de 1857.
Foi presidente da província de Pernambuco, de 13 de janeiro a 1 de dezembro de 1864 e de 10 de maio de 1867 a 23 de julho de 1868. Foi ministro dos Negócios Estrangeiros (atual Ministério das Relações Exteriores) no 23.º Gabinete de 1878. Era do Conselho de S. Majestade, presidente do Instituto Arqueológico e Geográfico de Pernambuco (1867), comendador da Imperial Ordem da Rosa, e da Real Ordem de Vila Viçosa, de Portugal.

## Família e descendência
Filho do tenente-coronel Domingos de Sousa Leão e de sua mulher Teresa de Jesus Coelho de Sousa Leão. Casou-se em primeira núpcias com a sua prima-irmã, Francisca Guilhermina Sousa Leão, filha do capitão-mor Francisco Xavier Pais de Melo Barreto e de sua mulher Ana Vitória Coelho dos Santos, com quem teve apenas um filho, também chamado de Domingos, engenheiro formado em Paris, que morreu ainda jovem em 1867, na Fazenda Jenipapo. Francisca Guilhermina morreu de complicações do parto do seu único filho. Em segundo matrimônio, Domingos casou-se com María de los Ángeles Magariños (1837-1904), natural de Montevidéu, Uruguai, filha de Francisco de Borja de Magariños y Serrato, ministro plenipotenciário do Uruguai no Brasil, e de sua mulher María de los Ángeles Cervantes Magariños.
Entre seus descendentes, encontra-se Célia de Sousa Leão (1924-1961), primeira esposa de Miguel Arraes, mãe de Ana Arraes (1947) e de Guel Arraes (1953), avó de Eduardo Campos (1965-2014) e bisavó de João Campos, atual prefeito do Recife.

## Títulos nobiliárquicos

Armas do segundo barão de Vila Bela.

Recebeu o título de barão de Vila Bela por decreto imperial de 6 de setembro de 1866.
Brasão de armas: escudo esquartelado: no primeiro e quarto quartéis, em campo de prata as quinas de Portugal, postas em aspa; no segundo o terceiro quartéis, em campo de oiro, um leão de goles rompante. Timbre: O leão das armas. Brasão passado em 30 de agosto de 1867. Registrado no Cartório da Nobreza, Lv. VI, fls. 68. 